# フィリップ・プルマン
フィリップ・ニコラス・ウートラム・プルマン,CBE（Philip Nicholas Outram Pullman、1946年 - ）は、イギリスの児童文学作家、ファンタジー作家。イングランドのノーフォーク、ノリッジ出身。
オックスフォード大学・エクセター・カレッジ(en)卒業後、オックスフォードの公立中学校やオックスフォード・ウェストミンスター・カレッジなどで英文学の講師を務めながら、小説や戯曲を執筆する。

## 著作リスト

### ライラの冒険（His Dark Materials）
- 『黄金の羅針盤』Northern Lights（米題：The Golden Compass）：カーネギー賞とガーディアン賞を受賞
- 『神秘の短剣』The Subtle Knife
- 『琥珀の望遠鏡』The Amber Spyglass ：ウィットブレッド賞の児童文学賞と最優秀賞を受賞

#### 外伝作品
- 『Lyra's Oxford』
- 『Once Upon a Time in the North』
- 『Serpentine』

#### ブック・オブ・ダスト（The Book of Dust）
- 『La Belle Sauvage (邦題：美しき野生)』
- 『The Secret Commonwealth』

### サリー・ロックハート
- 『仮面の大富豪』The Shadow in the Plate, 1986、The Shadow in the North, 1988 ：2006年フェニックス賞オナーを受賞
- The Tiger in the Well, 1991
- The Tin Princess, 1994

### 他の作品
- 『時計はとまらない』Clockwork, or, all wound up, 1995 ：カーネギー賞、スマーティーズ賞銀賞を受賞
- 『花火師リーラと火の魔王』The Firework-Maker's Daughter, 1995
- 『ぼく、ネズミだったの!:もう一つのシンデレラ物語』I Was a Rat!...or the Scarlet Slippers, 1999
- 『かかしと召し使い』The Scarecrow and His Servant, 2004